# Рапідс-Сіті (Іллінойс)
Рапідс-Сіті (англ. Rapids City) — селище (англ. village) в США, в окрузі Рок-Айленд штату Іллінойс. Населення — 964 особи (2020).

## Географія
Рапідс-Сіті розташований за координатами 41°34′43″ пн. ш. 90°20′22″ зх. д. / 41.57861° пн. ш. 90.33944° зх. д. (41.578736, -90.339374).  За даними Бюро перепису населення США в 2010 році селище мало площу 4,19 км², уся площа — суходіл.

## Демографія
Згідно з переписом 2010 року, у селищі мешкало 959 осіб у 369 домогосподарствах у складі 288 родин. Густота населення становила 229 осіб/км².  Було 392 помешкання (94/км²).
Расовий склад населення:
| - 97,8 % — білих - 0,3 % — азіатів - 0,2 % — чорних або афроамериканців - 0,1 % — корінних американців |

До двох чи більше рас належало 1,1 %. Частка іспаномовних становила 2,2 % від усіх жителів.
За віковим діапазоном населення розподілялося таким чином: 21,3 % — особи молодші 18 років, 62,9 % — особи у віці 18—64 років, 15,8 % — особи у віці 65 років та старші. Медіана віку мешканця становила 45,4 року. На 100 осіб жіночої статі у селищі припадало 105,8 чоловіків;  на 100 жінок у віці від 18 років та старших — 104,1 чоловіків також старших 18 років.
Середній дохід на одне домашнє господарство  становив 95 476 доларів США (медіана — 83 177), а середній дохід на одну сім'ю — 103 348 доларів (медіана — 86 964). Медіана доходів становила 70 625 доларів для чоловіків та 55 000 доларів для жінок. За межею бідності перебувало 8,0 % осіб, у тому числі 19,2 % дітей у віці до 18 років та 0,0 % осіб у віці 65 років та старших.
Цивільне працевлаштоване населення становило 496 осіб. Основні галузі зайнятості: виробництво — 34,1 %, освіта, охорона здоров'я та соціальна допомога — 17,9 %, мистецтво, розваги та відпочинок — 8,9 %, роздрібна торгівля — 8,1 %.